# Табенкин, Ицхак
Ицхак Табенкин (8 января 1888, Бобруйск — 6 июня 1971, Эйн-Харод) — деятель рабочего сионизма. Один из основателей движения «Поалей Цион», в дальнейшем входил в число лидеров движения «Ха-киббуц ха-меухад», основателей Гистадрута и кибуца Эйн-Харод. После основания Израиля — депутат кнессета, один из лидеров партии МАПАМ, а после её раскола руководитель фракции «Ахдут ха-Авода — Поалей Цион».

## Биография
Ицхак Табенкин родился в Бобруйске (на тот момент Минская губерния Российской империи) в январе 1888 года (в конце декабря 1887 года по старому стилю). Получил традиционное еврейское образование в хедере, позже учился в Варшаве, Вене и Берне. В юности Табенкин проникся сионистской идеологией и стал одним из основателей движения «Поалей Цион» в Царстве Польском. В эти годы Табенкин стал одним из первых российских сионистов, последовательно выступавших против идеологии «Бунда» и других еврейских социалистических организаций, рассматривавших судьбу еврейской диаспоры вне отрыва от стран проживания.
В дни погромов в Кишинёве и других городах Российской империи Табенкин участвовал в организации сил еврейской самообороны, а в ходе раскола во Всемирной сионистской организации вокруг Угандской программы занимал непримиримую позицию в лагере «Сионистов Сиона», отстаивавших идею Земли Израильской как единственного места, где должен быть создан еврейский национальный дом.
В 1912 году Табенкин иммигрировал в Палестину. Там он трудился как сельскохозяйственный рабочий и вступил в организацию самообороны «Ха-Шомер». В 1919 году как член так называемой «беспартийной группы» он стоял у истоков основания сионистского социалистического движения «Ахдут ха-Авода». На следующий год Табенкин стал одним из основателей Гистадрута — Общей федерации рабочих Земли Израильской. Он также участвовал в обороне еврейского поселения Тель-Хай, а позже вступил в рабочие отряды, носившие имя героя этой обороны Иосифа Трумпельдора. Табенкин стал одним из зачинателей кибуцного движения, ещё в годы мировой войны успев поработатать в кибуце Кинерет, а позже войдя в число основателей кибуца Эйн-Харод. Вокруг Эйн-Харода в дальнейшем сформировалось движение «Ха-кибуц ха-меухад», идеологом которого стал Табенкин.
В 1930 году Табенкин, как один из лидеров движения «Ахдут ха-Авода» способствовал формированию Партии рабочих Земли Израильской — МАПАЙ. Он несколько раз представлял Палестину на Всемирных сионистских конгрессах. Табенкин был противником планов раздела Палестины между арабами и евреями, настаивая на необходимости вести еврейскую поселенческую деятельность (в частности, создавать кибуцы) на всей территории страны.
В 1944 году Табенкин и другие представители левого крыла в МАПАЙ откололись от основной партии, создав так называемую «Фракцию Бет», в дальнейшем снова взявшую себе историческое название «Ахдут ха-Авода». После объединения с движением «Ха-шомер ха-цаир» была сформирована Объединённая рабочая партия (МАПАМ), одним из депутатов которой после основания Израиля стал в кнессете 1-го созыва Табенкин. Позже, в 1954 году, раскол произошёл уже в МАПАМе, в связи с тем, что деятели «Ахдут ха-Авода» возражали против усиления элементов просоветской, коммунистической идеологии в программе партии. Объединённое движение «Ахдут ха-Авода — Поалей Цион» Табенкин представлял в кнессете 3-го созыва и оставался одним из его руководителей до 1968 года, когда была основана партия «Авода». После Шестидневной войны Табенкин, верный идеалам юности, присоединился к «Движению за единый Израиль».
Ицхак Табенкин скончался в июне 1971 года. Его именем назван мошав Итав (ивр. ייט"ב‎ — по первым буквам имени и фамилии) в Иорданской долине и институт истории кибуцного движения «Яд-Табенкин».